# Instituto de Estabilización de Precios
El Instituto de Estabilización de Precios (INESPRE) es creado mediante la ley n.º 526, promulgado por el Poder Ejecutivo, el Estadista Dr. Joaquín Balaguer el 11 de diciembre de 1969.
El INESPRE ofrece apoyo y brinda servicios dentro del sistema nacional de comercialización agropecuaria para mejorar la rentabilidad y competitividad de los productores agropecuarios, y aumentar la capacidad de compra de los consumidores locales. 
Actualmente el INESPRE, está siendo dirigido por Ing. Iván José Hernández Guzmán, designado por el presidente Luis Abinader, Presidente de la República Dominicana, el 20 de agosto de 2012, mediante el decreto n.º 468-12, artículo 2.

## Historia
En sus inicios, el INESPRE tenía como principales actividades: 
- La comercialización y la compra directa a los productores, mediante lo cual intervenía en la fijación de precios en el mercado.
- Estimulaba la producción a través del incremento de ingreso de los productores; administraban programas sociales de distribución de alimentos.
- Regulaba las actividades que conducían al mejoramiento del mercadeo de los productos agropecuarios, así como a mantener un servicio de información a los productores, sobre los precios a los que comercializaba la Institución y el mercado nacional e internacional. También realizaba algunas importaciones de productos de origen agropecuario, para suplir el mercado nacional.

## Objetivos
General

Sede Principal de INESPRE

- Archivo:Sede inespre.jpgSede Principal de INESPREImplementar un sistema transparente de Comercialización Agropecuaria que garantice la oferta estable de productos de la canasta familiar agropecuaria.[5]

Específicos
- Reforzar el rol de la institución como ente normativo, coordinador y facilitador de la comercialización agropecuaria, para que conjuntamente con las demás Instituciones del sector agropecuario, contribuya a solucionar conflictos entre grupos de intereses.[6]
- Incrementar el número de mercados de productores y mejorar su gestión, a fin de suplir a la población de productos a precios asequibles.[7][8]
- Propiciar el incremento de la oferta de los rubros agropecuarios a través de los mercados de productores y de ferias específicas de productos, con el propósito de mejorar el abastecimiento alimentario del país.[9][10][11][12]
- Ampliar y fortalecer el sistema de información de precios de mercados, para que los productores tengan claras expectativas de las variaciones de precios que se podrían presentar en los mercados.
- Estimular la participación y desarrollo del sector privado organizado o independiente en la comercialización agropecuaria, asegurándole la recuperación de sus inversiones.[13]
- Mejorar la competitividad y la capacidad de autogestión del productor agropecuario nacional, mediante el desarrollo de un plan riguroso de capacitación en aspectos concernientes a las mejores prácticas agrícolas y en la comercialización.[14][15]

## Directores
| Nombre                                | Año entrante | Año saliente |
| ------------------------------------- | ------------ | ------------ |
| Dr. Alfred Wiese Delgado              | 23-12-1969   | 30-09-1970   |
| Dr. Rafael Tobías Alba Ball           | 01-10-1970   | 01-01-1972   |
| Dr. Luis Heriberto Suárez Astacio     | 01-01-1972   | 27-08-1974   |
| Dr. J. Ricardo Ricourt Rodríguez      | 27-08-1974   | 28-04-1977   |
| Ing. Reinaldo A. Bisonó Fernández     | 01-05-1977   | 01-11-1977   |
| Dr. J. Ricardo Ricourt Rodríguez      | 01-11-1977   | 16-08-1978   |
| Lic. Manuel Fernández Mármol          | 17-08-1978   | 01-12-1978   |
| Ing. Gustavo Omar Sánchez Díaz        | 01-12-1978   | 31-07-1982   |
| Ing. José Altagracia Michellen Stefan | 17-08-1982   | 29-01-1986   |
| Sra. Rosa Haydee Arvela de Messina    | 29-01-1986   | 18-03-1986   |
| Lic. Teófilo Quico Tabar              | 18-03-1986   | 16-08-1986   |
| Ing. José Ramón Martínez Burgos       | 19-08-1986   | 04-03-1987   |
| Ing. César Augusto Espaillat Ureña    | 04-03-1987   | 19-03-1987   |
| Lic. Katiusca Rosa Bobea Quiñones     | 19-03-1987   | 27-02-1988   |
| Dr. Noé Sterling Vásquez              | 27-02-1988   | 19-08-1990   |
| Lic. Francisco Ant. Jorge Elías       | 20-08-1990   | 11-10-1990   |
| Lic. Rafael Augusto Collado Abreu     | 11-10-1990   | 11-11-1991   |
| Ing. Agr. Manuel Amezquita Candelier  | 11-11-1991   | 18-08-1993   |
| Ing. Agr. Jaime Rodríguez Guzmán      | 18-08-1993   | 22-08-1994   |
| Lic. Abigail Soto                     | 22-08-1994   | 25-06-1995   |
| Gral. Leoncio García García           | 25-06-1995   | 02-02-1995   |
| Lic. Danny Antonio Morel              | 02-02-1996   | 22-08-1996   |
| Ing. Gustavo Sánchez Díaz             | 22-08-1996   | 03-06-1998   |
| Lic. Alejandro Jerez Espinal          | 04-06-1998   | 16-08-2000   |
| Ing. Agr. Pablo Mercedes              | 16-08-2000   | 16-08-2004   |
| Lic. José Francisco Peña Guaba        | 16-08-2004   | 20-08-2008   |
| Lic. Ricardo A. Jacobo Cabrera        | 20-08-2008   | 17-08-2012   |
| Lic. Jorge Radhamés Zorrilla Ozuna    | 17-08-2012   | 16-08-2020   |
| Ing. Iván José Hernández Guzmán       | 16-08-2020   |              |

## Gestión Administrativa (2020)
Durante la gestión actual encabezada por el director Ejecutivo Iván José Hernández Guzmán, se han desarrollado importantes iniciativas tanto a nivel del productor, como de los consumidores y de la propia institución, lo que ha contribuido a mejorar la situación financiera de los productores, suplidores y consumidores.
Conforme a la nueva filosofía de este organismo, el aspecto fundamental de su misión es “ofrecer apoyo y brindar servicios dentro del sistema nacional de comercialización agropecuaria para mejorar la rentabilidad y competitividad de los agro productores y la capacidad de compra de los consumidores nacionales, muy especialmente de aquellos de menor nivel de ingreso; promoviendo, a estos fines, la focalización del abasto alimentario”. Así mismo, se ha definido la visión institucional, como “Institución rectora del proceso de comercialización en su rol de ente normativo y de facilitador, contribuyendo con ello a la reducción de los márgenes de intermediación en beneficio del productor y el consumidor, realizando sus acciones con eficiencia y transparencia.
Constituyendo los lineamientos de política dentro de la nueva misión y visión del INESPRE, los siguientes:
- Facilitar a los productores agropecuarios, infraestructuras físicas de almacenamiento en frío y en ambiente natural, en calidad de préstamo o arrendamientos, de tal manera que éstos puedan tener capacidad de enfrentar las fluctuaciones que se presentan en el comportamiento de los mercados.
- Fomentar el establecimiento de mercados en los que los productores agropecuarios del país puedan mercadear sus cosechas, reduciendo la intermediación, beneficiándose a sí mismos y a los consumidores.
- Fomentar el establecimiento de centros de empaque en las zonas productoras, como medio de elevar el valor agregado de la producción agrícola.
- Establecer reservas estratégicas de productos sensibles, siempre y cuando las condiciones del mercado lo ameriten.
- Facilitar la instalación de centros informáticos rurales a grupos de productores organizados.
- Identificar y promover nuevas oportunidades de inversión en el área de la comercialización agropecuaria.
- Establecer centros de capacitación y adiestramientos a los productores con la finalidad de elevar en éstos su capacidad de gestión en comercialización agropecuaria.
- Establecer sistemas de apoyo directo focalizado a los productores y reforzar el papel del INESPRE como ente mediador y facilitador,para que conjuntamente con las demás instituciones que conforman el sector agropecuario, contribuya a solucionar conflictos entre grupos del sector.

La población meta del INESPRE es el pequeño y mediano productor. El campo de acción de esta Institución está definido por la ejecución del Sistema Integrado de Comercialización Agropecuaria que constituye el eje transversal de accionamiento del Instituto. 

### Logros
La actual gestión administrativa del INESPRE, a cargo de Iván José Hernández Guzmán, benefició a los consumidores garantizando precios justos de los productos agropecuarios y fortaleció la confianza del productor agropecuario local protegiéndole de la caída brusca de precios de los productos de consumo masivo. Además de esto, se destacan los siguientes logros:
- Se asignaron una adecuada amplitud a la gama de productos que conforman regularmente la oferta alimentaria del INESPRE.
- Se evitó los movimientos especulativos de precios al disponer de capacidad efectiva de distribución de productos, utilizando como elemento de equilibrio del mercado la realización de ventas a los comerciantes organizados y el abastecimiento directo a una parte de los consumidores de menores ingresos.
- Con la ejecución del programa PROCOMER[21] se han beneficiado a más de 3 millones de personas[22]
- Se han generado alrededor de 1,500 empleos directos
- Se han generado más de 2,072 programas entre los que se encuentran Mercados de Productores, Bodegas Fijas, Bodegas Móviles y Agromercados
- Se han beneficiado más de 2,235 productores nacionales
- Se favoreció la compra de productos agropecuarios en aquellos rubros que presentaron una sobreproducción, lo que le permitió al Instituto ayudar a los pequeños y medianos productores agropecuarios del Valle de Constanza, San Juan de la Maguana y las zonas arroceras del Cibao, San José de Ocoa entre otras, mejorándole sus niveles de ingresos y por vía de consecuencia su calidad de vida.

## Agromercados
El Instituto de Estabilización de Precios tiene 12 Agromercados, distribuidos en todo el territorio nacional, para brindar a las familias dominicanas productos de calidad a bajos precios.
| Sede                   | Dirección                                                                   |
| ---------------------- | --------------------------------------------------------------------------- |
| Santo Domingo          | Sede Principal, Ave. 27 de Febrero, esq. Ave. Gregorio Luperón, D.N.        |
| Santo Domingo          | Hermandad de Pensionados, Ave. John F. Kennedy, esq. Leopoldo Navarro, D.N. |
| Santo Domingo          | UASD, Ave. Correa y Cidrón, frente al Oncológico, D.N.                      |
| Santo Domingo          | Calle Las Mercedes, km 25, Autopista Duarte, Pedro Brand.                   |
| Santiago               | Ave. Cuesta Colorada, detrás de la Zona Franca.                             |
| Hato Mayor             | Calle Horacio María Núñez, esq. Manuel de Jesús Silverio.                   |
| Hato Mayor             | Ave. Duarte, frente al ayuntamiento Sabana de la Mar.                       |
| Hato Mayor             | Calle Gastón Fernando Deligne, esq. Juan Pablo Duarte, El Valle.            |
| El Seibo               | Ave. Manuel Diez, km 2.                                                     |
| El Seibo               | Km. 14, carretera Seibo-Miches, Pedro Sánchez.                              |
| La Romana              | Carretera Romana-Higüeral.                                                  |
| San Juan de la Maguana | Calle Anacaona #54.                                                         |